# Milișăuți
Milișăuți (în germană Milleschoutz) este un oraș în județul Suceava, Bucovina, România, format din localitățile componente Bădeuți și Milișăuți (reședința), și din satele Gara și Lunca. La recensământul din anul 2011, localitatea avea o populație de 5.005 locuitori, fiind al cincisprezecelea centru urban ca mărime al județului. A fost declarat oraș prin Legea 83/2004, împreună cu alte 7 localități din județul Suceava.
Caracterul rural al localității s-a menținut și după promovarea la rangul de oraș. Astfel, așezarea este cunoscută în special pentru producțiile de varză și de castraveți, devenite în timp o carte de vizită pentru Milișăuți. Cu toate acestea, se observă o oarecare tendință de trecere de la sat la oraș, în ceea ce privește aspectul localității.
Milișăuți are o suprafață de 35 km² și este așezat în sudul depresiunii Rădăuți, la o distanță de 8 km de municipiul Rădăuți și 28 km de municipiul Suceava, reședința județului cu același nume. Milișăuți se află la întretăierea a două vechi drumuri comerciale, Suceava – Rădăuți și Rădăuți – Solca. De asemenea, calea ferată Suceava – Rădăuți – Putna/Nisipitu tranzitează localitatea. Din structura orașului Milișăuți face parte fostul sat (devenit cartier) Bădeuți, iar Gara și Lunca au statutul de sate afiliate orașului. 

## Geografie
Relieful localității este o parte integrantă a Podișului Sucevei, parte dintr-o unitate structurală mult mai întinsă ce prezintă prelungirea spre sud-vest a platformei est-europene cunoscută sub denumirea de platforma moldo-podolică. Cea mai înaltă cotă de pe teritoriul comunei este de 488 metri, iar cea mai joasă este 317 metri.
Se remarcă existența următoarelor dealuri: Dealul Bădeuți (circa 365 metri), Dealul Dolina (circa 441 metri), Dealul Burla (circa 438 metri) și Dealul Făgețel (circa 410 metri). Din punct de vedere geologic pe teritoriul orașului se remarcă existența unității de platformă (nisipuri, pietrișuri, argile, marne, gresii) prin depozite cuaternare în partea de nord-est și depozite sarmețian-inferioare în restul localității.
Rețeaua hidrografică este compusă din râul Suceava care traversează așezarea de la nord la est pe o lungime de circa 6 km. În partea de nord a fostului sat Bădeuți (astăzi cartier) curge pârâul Sucevița, afluent al râului Suceava.
Milișăuți are o climă temperată de tip continental specifică zonei de podiș. Temperatura medie anuală se situează între 6 °C și 8 °C. Se remarcă în localitate prezența brumei destul de timpuriu în perioada de toamnă, precum și a ceții mai ales iarna, pe valea râului Suceava.

## Demografie
Componența etnică a orașului Milișăuți
     Români (89,11%)
     Ucraineni (3,41%)
     Alte etnii (7,47%)
Componența confesională a orașului Milișăuți
     Ortodocși (79,88%)
     Penticostali (7,28%)
     Adventiști (4,64%)
     Alte religii (0,6%)
     Necunoscută (7,6%)
Conform recensământului efectuat în 2021, populația orașului Milișăuți se ridică la 4.657 de locuitori, în scădere față de recensământul anterior din 2011, când fuseseră înregistrați 5.005 locuitori. Majoritatea locuitorilor sunt români (89,11%), cu o minoritate de ucraineni (3,41%). Din punct de vedere confesional, majoritatea locuitorilor sunt ortodocși (79,88%), cu minorități de penticostali (7,28%) și adventiști (4,64%), iar pentru 7,6% nu se cunoaște apartenența confesională.

## Politică și administrație
Orașul Milișăuți este administrat de un primar și un consiliu local compus din 15 consilieri. Primarul, Vasile Cărare[*], de la Alianța Dreapta Unită, este în funcție din octombrie 2020. Începând cu alegerile locale din 2024, consiliul local are următoarea componență pe partide politice:
|  | Partid                    | Consilieri | Componența Consiliului | Componența Consiliului | Componența Consiliului | Componența Consiliului | Componența Consiliului | Componența Consiliului | Componența Consiliului | Componența Consiliului |
|  | ------------------------- | ---------- | ---------------------- | ---------------------- | ---------------------- | ---------------------- | ---------------------- | ---------------------- | ---------------------- | ---------------------- |
|  | Alianța Dreapta Unită     | 8          |                        |                        |                        |                        |                        |                        |                        |                        |
|  | Partidul Social Democrat  | 6          |                        |                        |                        |                        |                        |                        |                        |                        |
|  | Partidul Național Liberal | 1          |                        |                        |                        |                        |                        |                        |                        |                        |

## Recensământul din 1930
Componența etnică a orașului Milișăuți
     Români (81,9%)
     Germani (6,55%)
     Evrei (1,6%)
     Ruteni (6,23%)
     Ruși (1,15%)
     Huțuli (2,57%)
Componența confesională a orașului Milișăuți
     Ortodocși (91,45%)
     Romano-catolici (0,9%)
     Mozaici (1,6%)
     Evanghelici\Luterani (5,5%)
     Altă religie (0,55%)
Conform recensământului efectuat în 1930, populația orașului Milișăuți se ridica la 2928 locuitori. Majoritatea locuitorilor erau români (81,9%), cu o minoritate de germani (6,55%), una de evrei (1,6%), una de ruteni (6,23%), una de ruși (1,15%) și una de huțuli (2,57%). Din punct de vedere confesional, majoritatea locuitorilor erau ortodocși (91,45%), dar existau și romano-catolici (0,9%), mozaici (1,6%), evanghelici\luterani (5,5%). Alte persoane au declarat: adventiști (15 persoane), baptiști (1 persoană) și fără religie (1 persoană).

## Istoric
Până la data de 7 septembrie 1976, comuna Milișăuți a purtat denumirea de comuna Bădeuți. La 7 septembrie 1976, comuna a primit denumirea de comuna Emil Bodnăraș (după numele liderului comunist originar din satul Iaslovăț). Abia la data de 20 mai 1996, comuna a revenit la denumirea de Milișăuți. În urma referendumului local din 29 iulie 2001, majoritatea locuitorilor (97,6%) au votat pentru reînființarea comunei Iaslovăț, prin desprinderea acesteia din comuna Milișăuți. Ca urmare, populația comunei Milișăuți s-a redus de la circa 8.500 la puțin peste 5.000 de locuitori.
În anul 2003, în comuna Milișăuți s-a organizat un referendum pentru acordarea statutului de oraș. Astfel, prin Legea Nr. 83 din 5 aprilie 2004, comuna Milișăuți a fost declarată oraș.
În ziua de sâmbătă, 9 septembrie 2006, la Milișăuți a avut loc prima ediție a „Festivalului Verzei”, sărbătoare anuală la care are loc o expoziție a principalelor produse agricole de sezon (aici producându-se anual peste 500 de tone de murături, în special varză și castraveți), degustări de sarmale, o paradă a cailor, concerte și dansuri folclorice.

## Economie
Ocupațiile de bază ale locuitorilor sunt: agricultura, creșterea animalelor și prelucrarea produselor agricole; în ultimii ani s-a dezvoltat și un mic sector economic privat, axat în principal pe prelucrarea cărnii, prelucrarea lemnului, exploatarea balastului și nisipului din bazinul râului Suceava, producția de materiale de construcție, turismul de tranzit, mică meșteșugărie, servicii de transport rutiere.
În orașul Milișăuți funcționează două școli generale, două grădinițe, o bibliotecă publică, doi medici de familie, două cabinete stomatologice, o farmacie, un dispensar veterinar, o farmacie veterinară, șase biserici, două case de cultură, un mic stadion și un oficiu poștal.

## Obiective turistice
- Ruinele Bisericii Sfântul Procopie din Bădeuți – ctitorită de domnitorul Ștefan cel Mare în anul 1487 și distrusă de armata austro-ungară în anul 1917, în timpul Primului Război Mondial.
- Biserica Sfinții Apostoli Petru și Pavel din Bădeuți – construită în 1935 ca biserică evanghelică (luterană). În prezent, este folosită de comunitatea ortodoxă din localitate.
- Ruinele curții boierești din Milișăuți – datează din secolele al XIV-lea și al XV-lea. Localizate în cimitir, la circa 100 de metri de ruinele Bisericii Sfântul Procopie.
- Fierăstrăul hidraulic – datează de la sfârșitul secolului al XIX-lea.

## Imagini

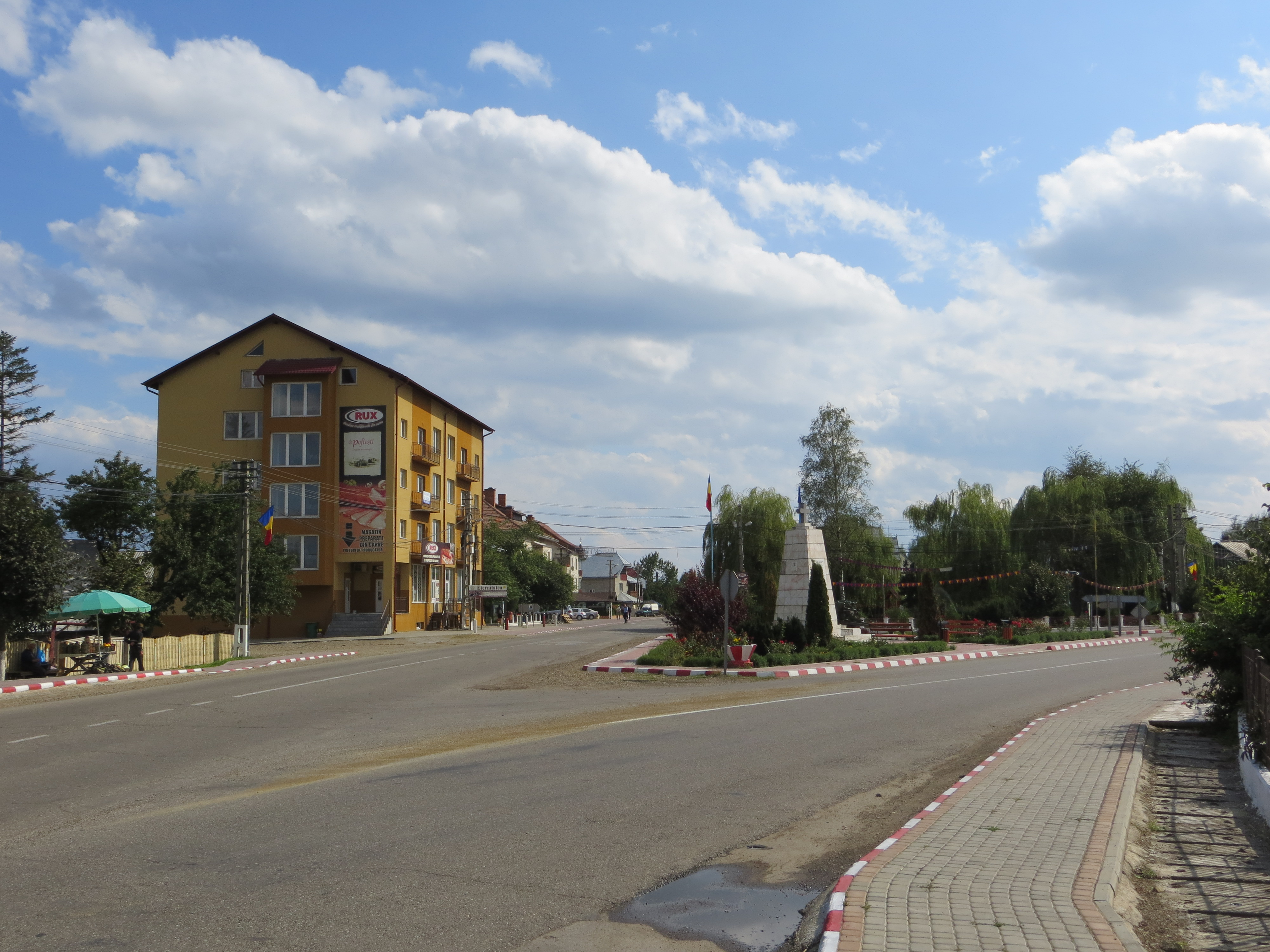
Centrul orașului Milișăuți
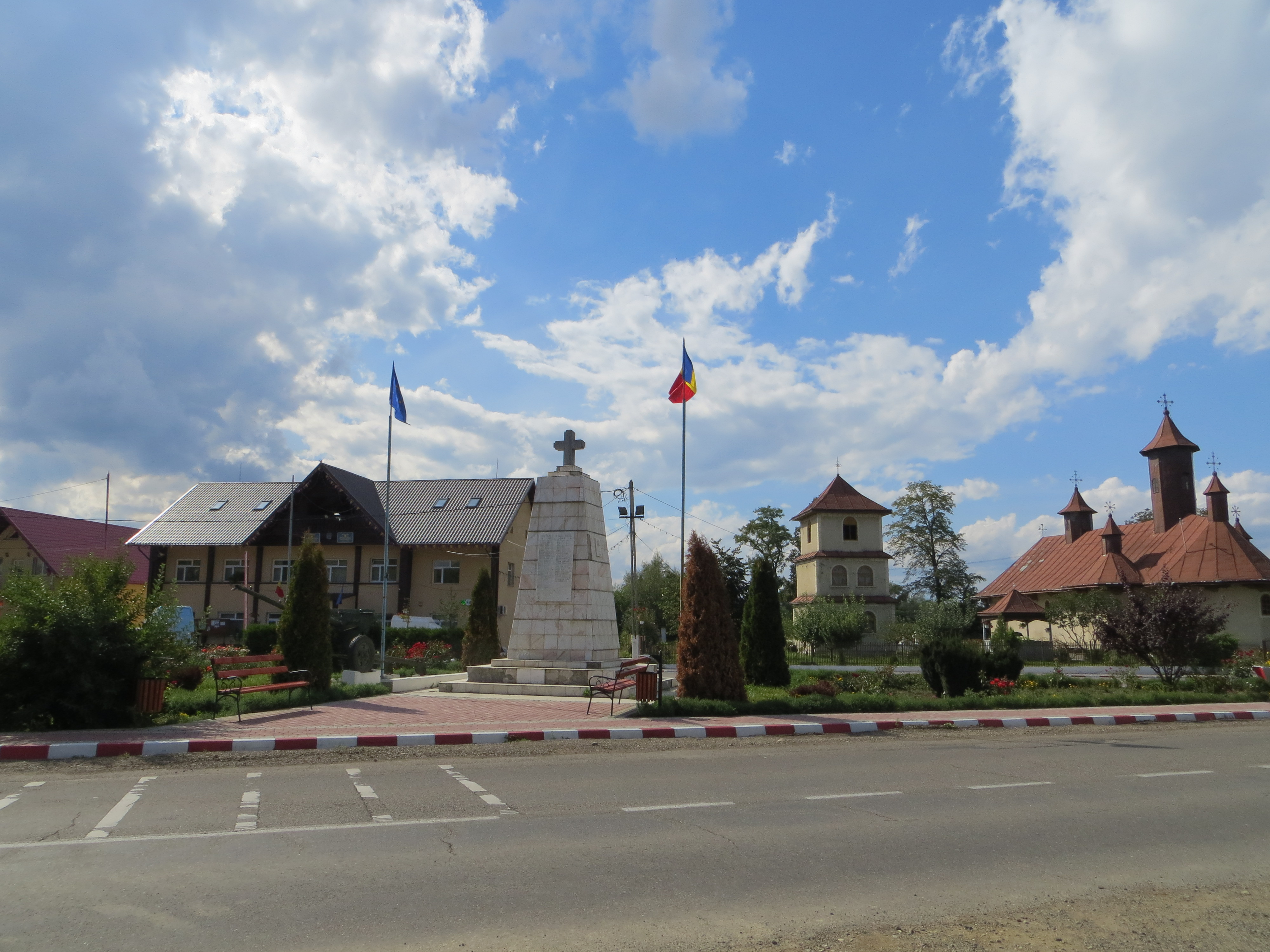
Centrul orașului Milișăuți
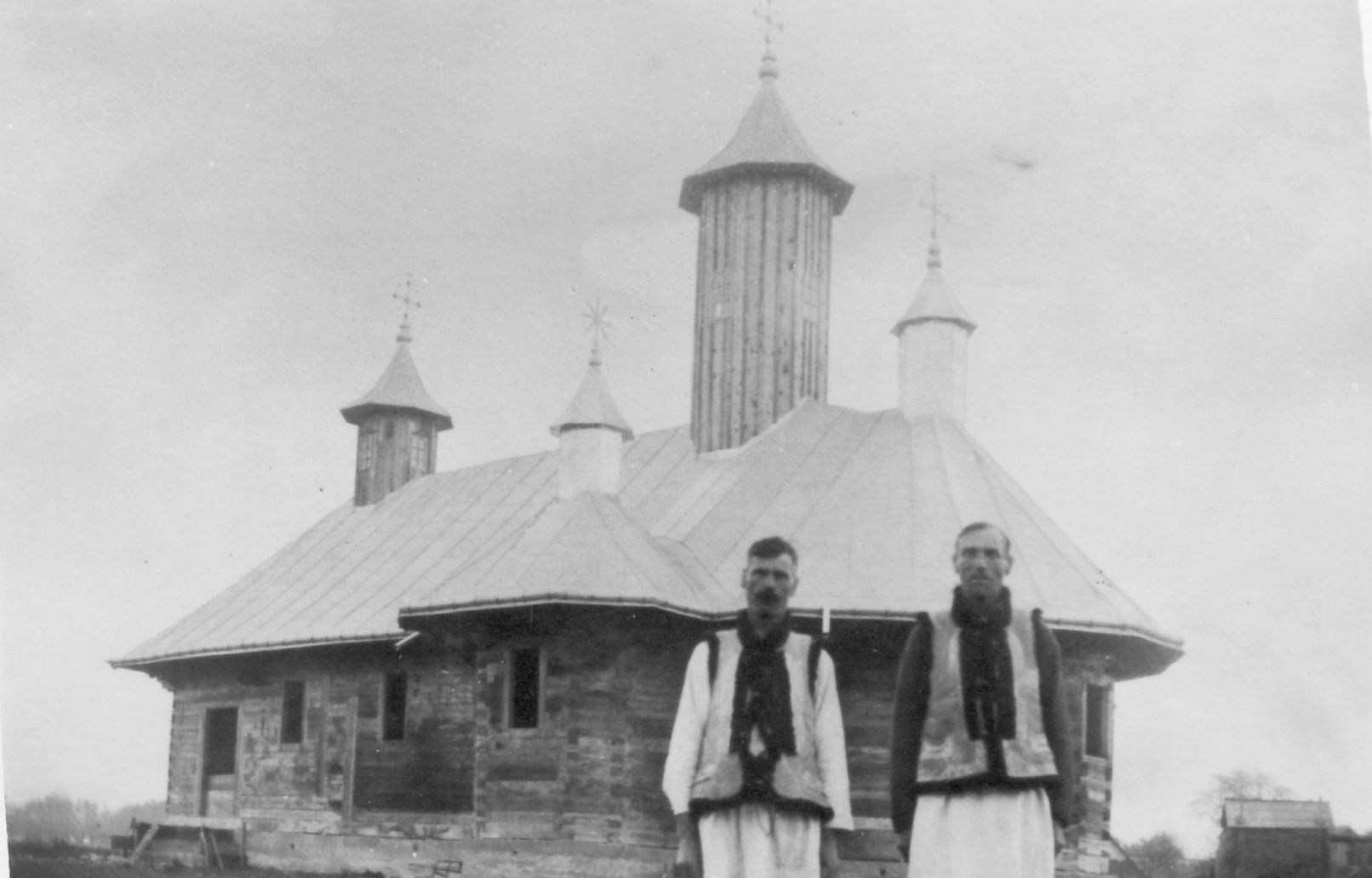
Biserica de lemn din centru aflată la acel moment în faza de construcţie
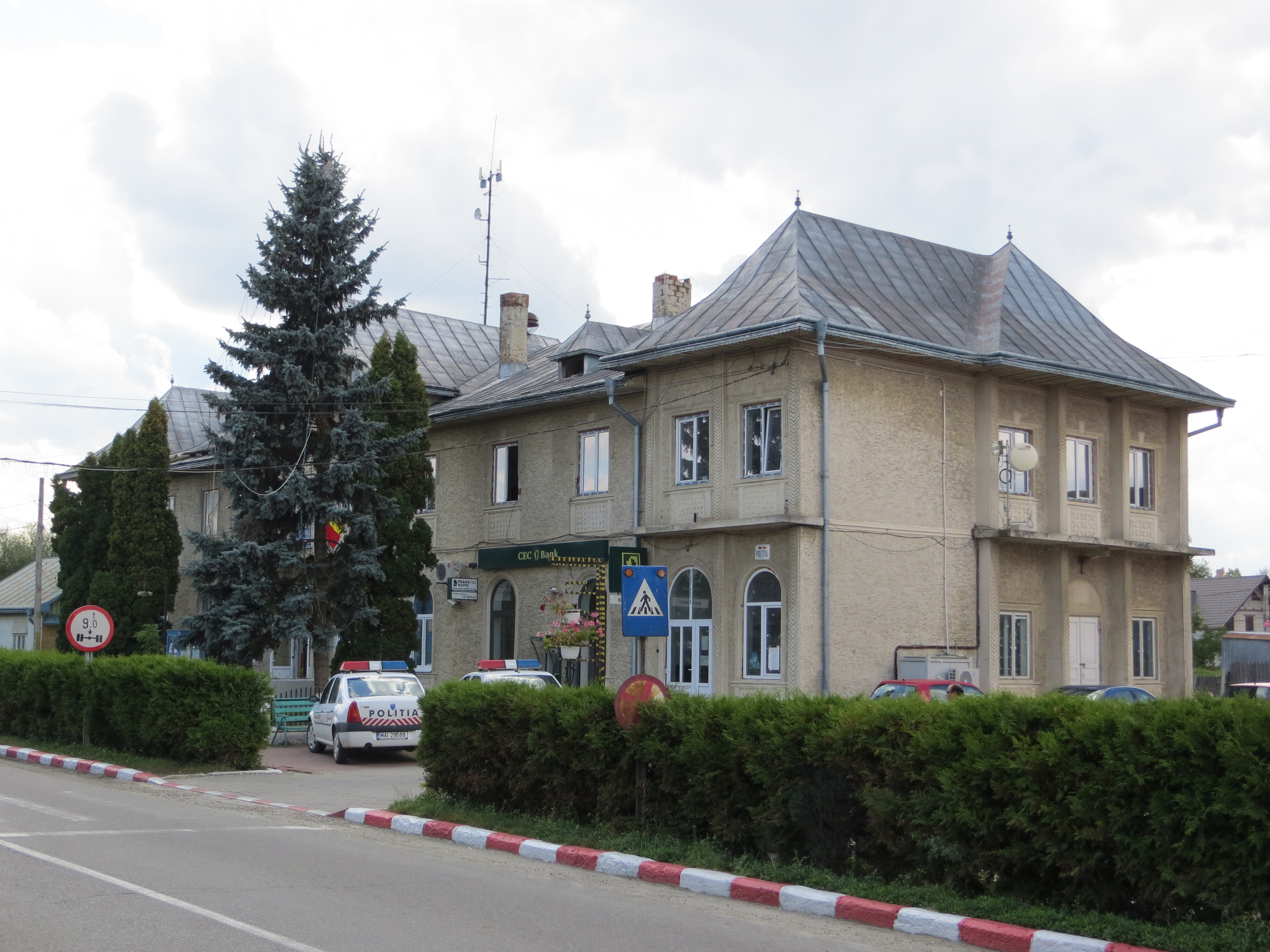
Centrul orașului Milișăuți
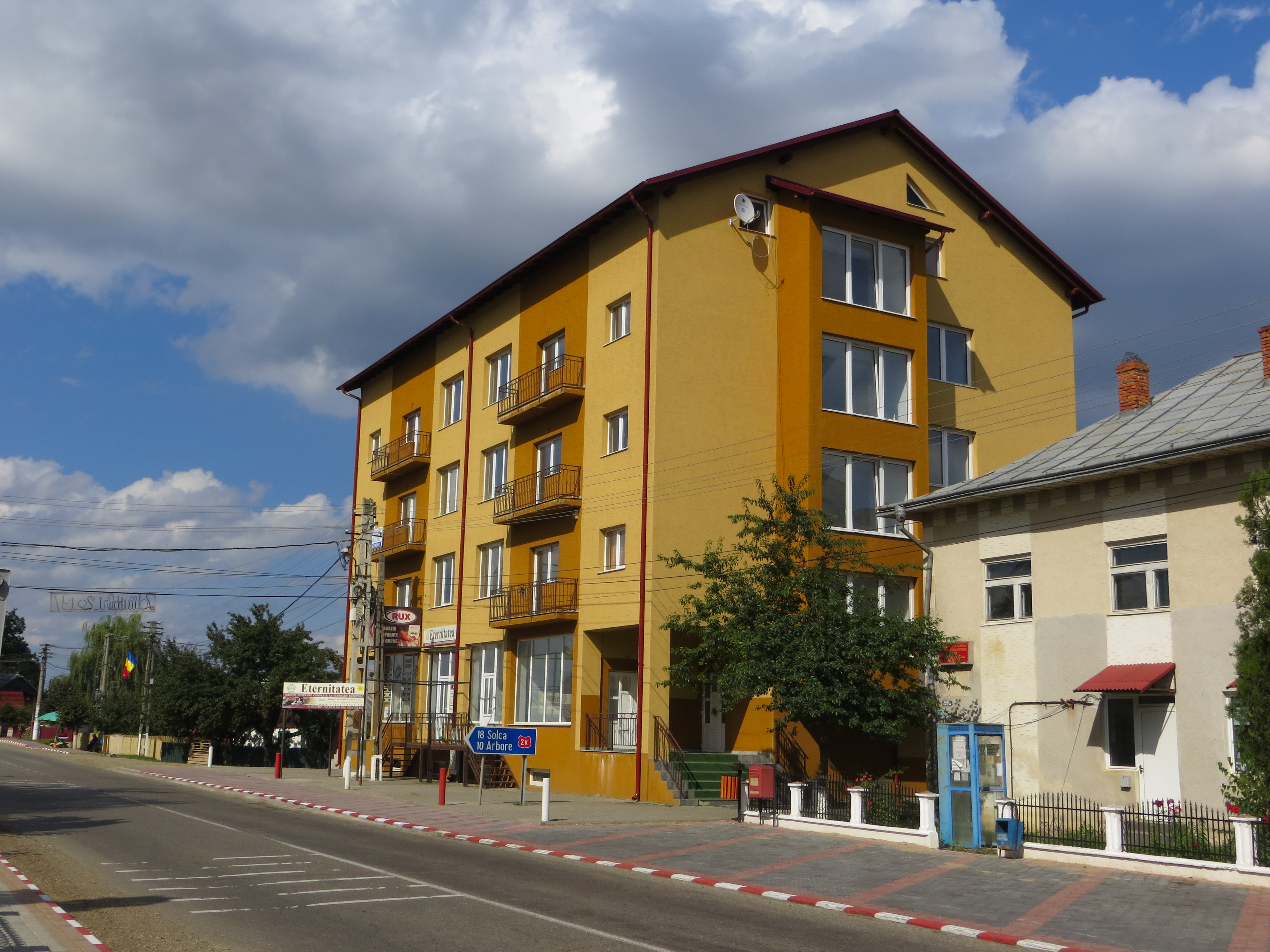
Centrul orașului Milișăuți
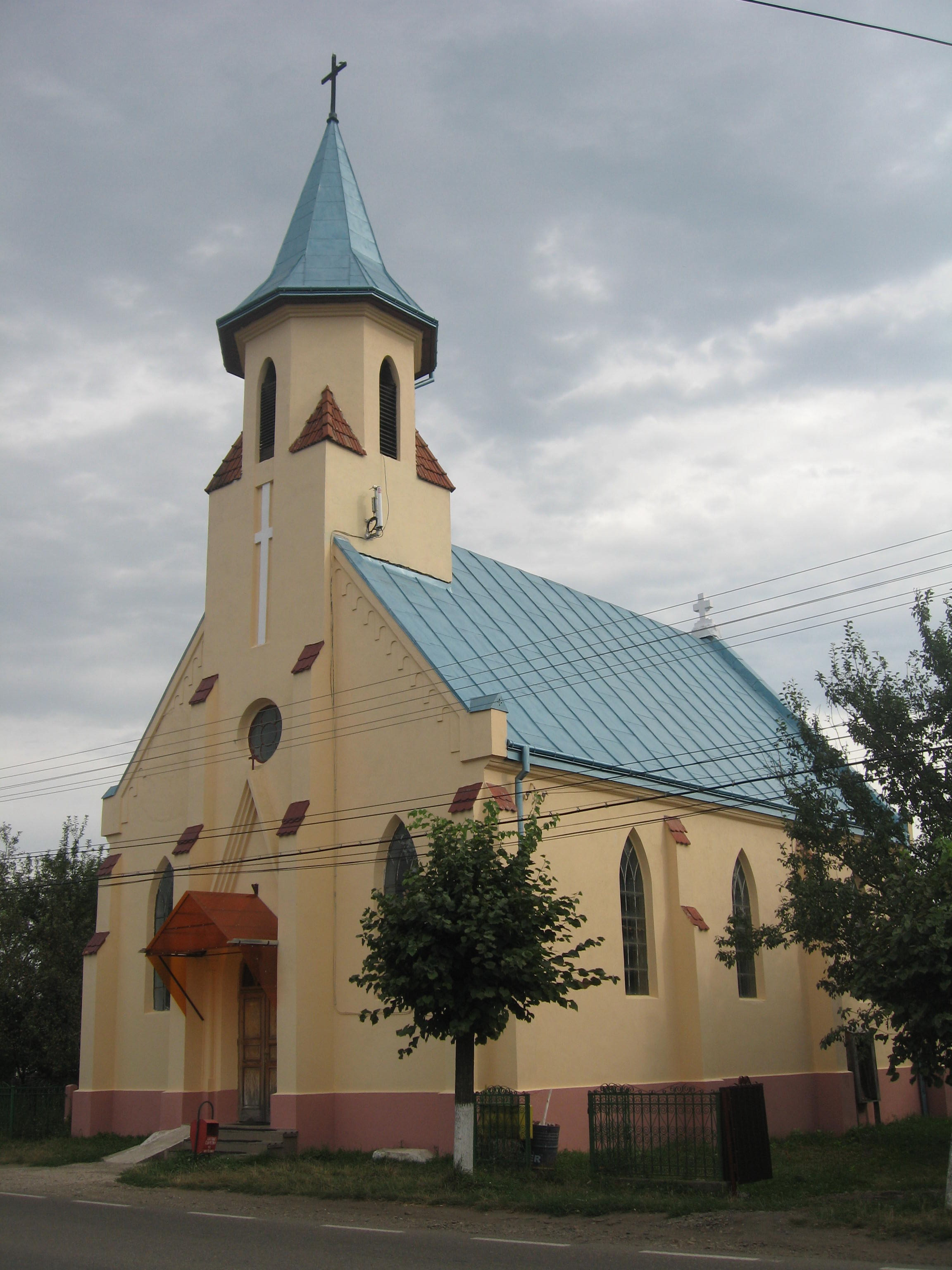
Biserica Sfinții Apostoli Petru și Pavel din Bădeuți
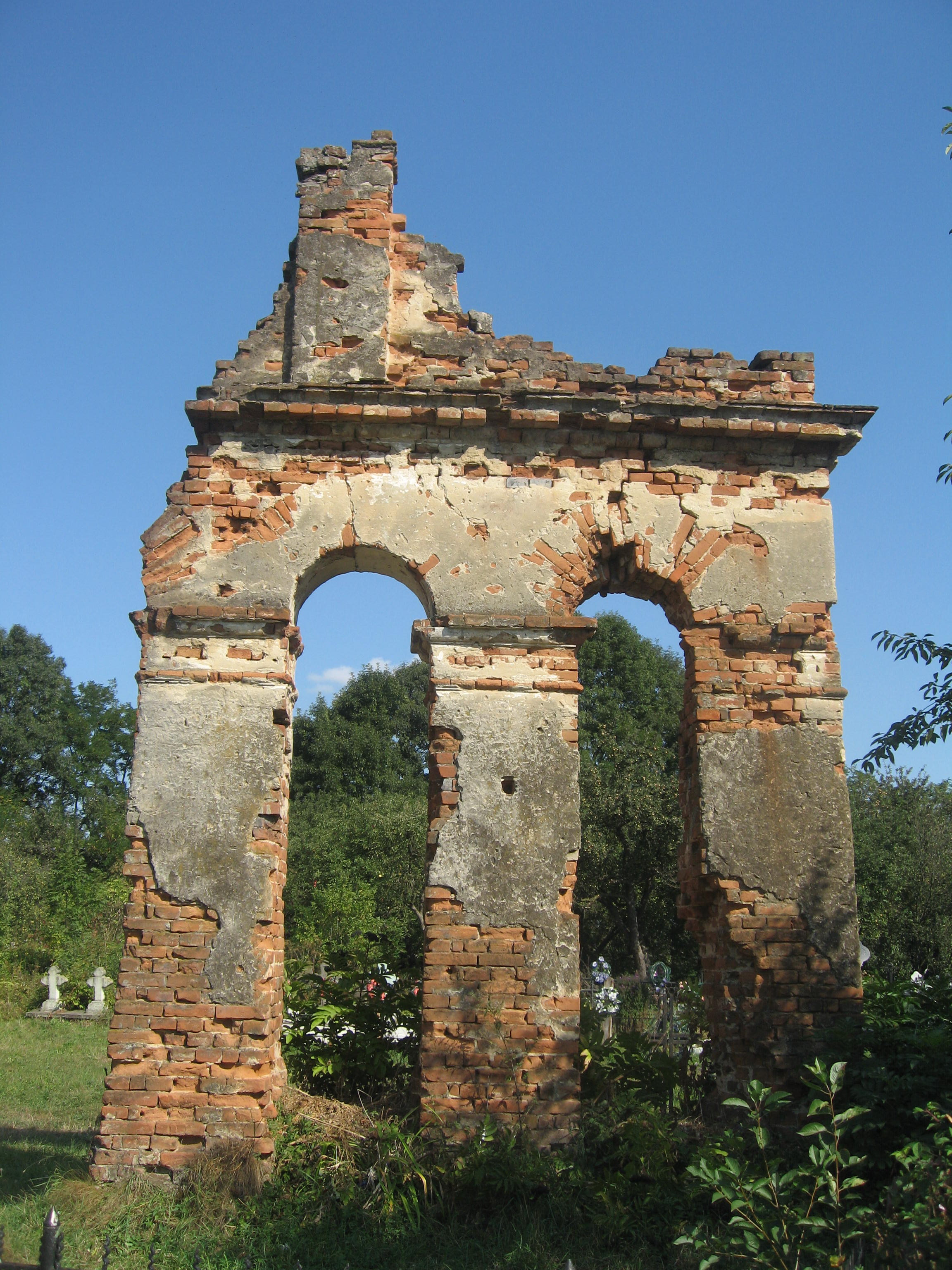
Ruinele Bisericii Sfântul Procopie din Bădeuți